# ゼロ磁場分裂
ゼロ磁場分裂（ゼロじばぶんれつ、Zero-field splitting, ZFS）とは複数の不対電子が存在する分子やイオンで生じる、スピン副準位のエネルギー分裂を記述する相互作用である。量子力学では複数の固有状態が同じエネルギーをとることを縮退と呼んでいる。磁場が存在すると、ゼーマン効果によって縮退したスピン副準位のエネルギーが分裂する。これは量子力学の用語では、磁場の存在によって縮退が解消される（=lifted）と表現される。二つ以上の不対電子が存在すると、それぞれの電子が持つ磁気モーメント間のスピン双極子相互作用により、スピン副準位の縮退は磁場が存在しなくても解消されている。ゼロ磁場分裂は分子性材料の磁気特性に関連する多くの効果の原因となり、これらの効果は電子スピン共鳴スペクトルや磁性に現れる。
ゼロ磁場分裂の典型的な例として、スピン三重項、すなわちS=1のスピン系が挙げられる。磁場が存在する場合、ゼーマン効果によって異なる磁気スピン量子数（MS=0,±1）の準位が分裂する。磁場が存在しない場合、三重項の三つのスピン副準位は一次近似でエネルギーが等しい。しかし、不対電子間の磁気双極子相互作用を考慮するとスピン副準位のエネルギーは分裂する。この効果がゼロ磁場分裂の一例である。分裂の大きさは系の対称性に依存する。

## 量子力学による記述
ゼロ磁場分裂は現象論的なハミルトニアンとして次のように記述される。
{\displaystyle {\hat {\mathcal {H}}}=D\left(S_{z}^{2}-{\frac {1}{3}}S(S+1)\right)+E(S_{x}^{2}-S_{y}^{2})}
ここでSは系全体の有効的なスピン量子数で、{\displaystyle S_{x,y,z}}はそれぞれの方向に沿ったスピン演算子の成分である。
ZFSパラメータの値は慣習的にDとEの二つの記号が用いられる。Dは磁気双極子相互作用のaxialな成分を表し、Eはtransversalな成分を表す。Dの値は電子スピン共鳴の測定によって多くの有機ビラジカル分子で得られている。この値はSQUIDのような他の磁気分光法によっても測定されるが、EPR測定で得られる値が多くの場合でより精度が高い。他にもoptically detected magnetic resonance（ODMR; EPR測定と蛍光、燐光および吸収測定を組み合わせた二重共鳴技術）で測定でき、この手法は単一分子や、ダイヤモンドや炭化ケイ素のような固体内の格子欠陥（ダイヤモンド窒素-空孔中心）にまで感度が及ぶ。

### 代数的な導出
対応するハミルトニアンである{\displaystyle {\hat {\mathcal {H}}}_{D}=\mathbf {SDS} }から始める。{\displaystyle \mathbf {D} }は二つの不対スピン（{\displaystyle S_{1}}と{\displaystyle S_{2}}）間のスピン双極子相互作用を記述する。ここで{\displaystyle S}は系全体のスピン量子数{\displaystyle S=S_{1}+S_{2}}で、{\displaystyle \mathbf {D} }はトレースレスな二階の対称テンソルであるため対角化可能である。
{\displaystyle \mathbf {D} }はトレースレスより{\displaystyle D_{xx}+D_{yy}+D_{zz}=0}。分かりやすさのために{\displaystyle D_{jj}}は{\displaystyle D_{j}}と書くと、ハミルトニアンは次のようになる。
{\displaystyle D_{x}S_{x}^{2}+D_{y}S_{y}^{2}}を平均値と平均からのずれ{\displaystyle \Delta }で表すことが鍵となる。
{\displaystyle \Delta }の値を求めるために式(3)を変形すると
式(4)と(3)を(2)に代入すると
ここで式(5)の二行目に{\displaystyle S_{z}^{2}-S_{z}^{2}}を加えたことで{\displaystyle S_{x}^{2}+S_{y}^{2}+S_{z}^{2}=S(S+1)}の関係式を使うことができる。{\displaystyle \mathbf {D} }がトレースレス（{\displaystyle {\frac {1}{2}}D_{x}+{\frac {1}{2}}D_{y}=-{\frac {1}{2}}D_{z}}）であることを使うと、式(5)は
D値とE値を定義することで式(6)は次のようになる。
ここで{\displaystyle D={\frac {3}{2}}D_{z}}と{\displaystyle E={\frac {1}{2}}\left(D_{x}-D_{y}\right)}は（測定可能な）ゼロ磁場分裂パラメータである。